# Mörtträsket (Jokkmokks socken, Lappland, 738412-173303)
Mörtträsket är en sjö i Jokkmokks kommun i Lappland och ingår i Råneälvens huvudavrinningsområde.